# Audubon Park
Audubon Park är en ort i Jefferson County, Kentucky, USA. År 2000 hade staden 1 545 invånare. Den har enligt United States Census Bureau en area på 0,8 km², allt är land.